# Michael Drmota

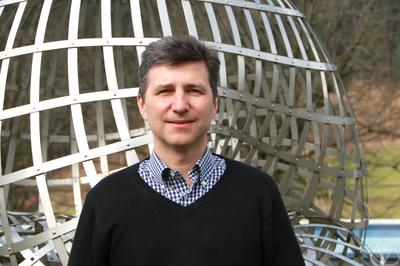
Michael Drmota

Michael Drmota (* 17. Juli 1964 in Wien) ist ein österreichischer Mathematiker und Hochschullehrer an der Technischen Universität Wien.
Nach einem Mathematikstudium an der Technischen Universität Wien promovierte er 1986 bei Robert Tichy zum Thema Gleichverteilte Funktionen auf Mannigfaltigkeiten. Im Jahr 1990 habilitierte er sich ebendort. Derzeit ist er Professor am Institut für Diskrete Mathematik und Geometrie sowie Dekan der Fakultät für Mathematik und Geodäsie der TU Wien. Von 2010 bis 2013 war er Präsident der Österreichischen Mathematischen Gesellschaft.
In seiner Forschung beschäftigt er sich mit Zahlentheorie, kombinatorischen Abzählungen, Analyse von Algorithmen, sowie mit  stochastischen Prozessen in kombinatorischen Strukturen.
Im Jahr 1992 erhielt er den Edmund und Rosa Hlawka-Preis der Österreichischen Akademie der Wissenschaften und 1996 den Förderungspreis der Österreichischen Mathematischen Gesellschaft. Seit 2013 ist er korrespondierendes Mitglied der mathematisch-naturwissenschaftlichen Klasse der Österreichischen Akademie der Wissenschaften.

## Schriften (Auswahl)
- mit Robert F. Tichy, Sequences, discrepancies and applications. Lecture Notes in Mathematics, 1651. Springer-Verlag, Berlin, 1997.
- Random trees: An interplay between combinatorics and probability. Springer-Verlag, Wien, 2009.